# Ferdinand Karl von Hohenems

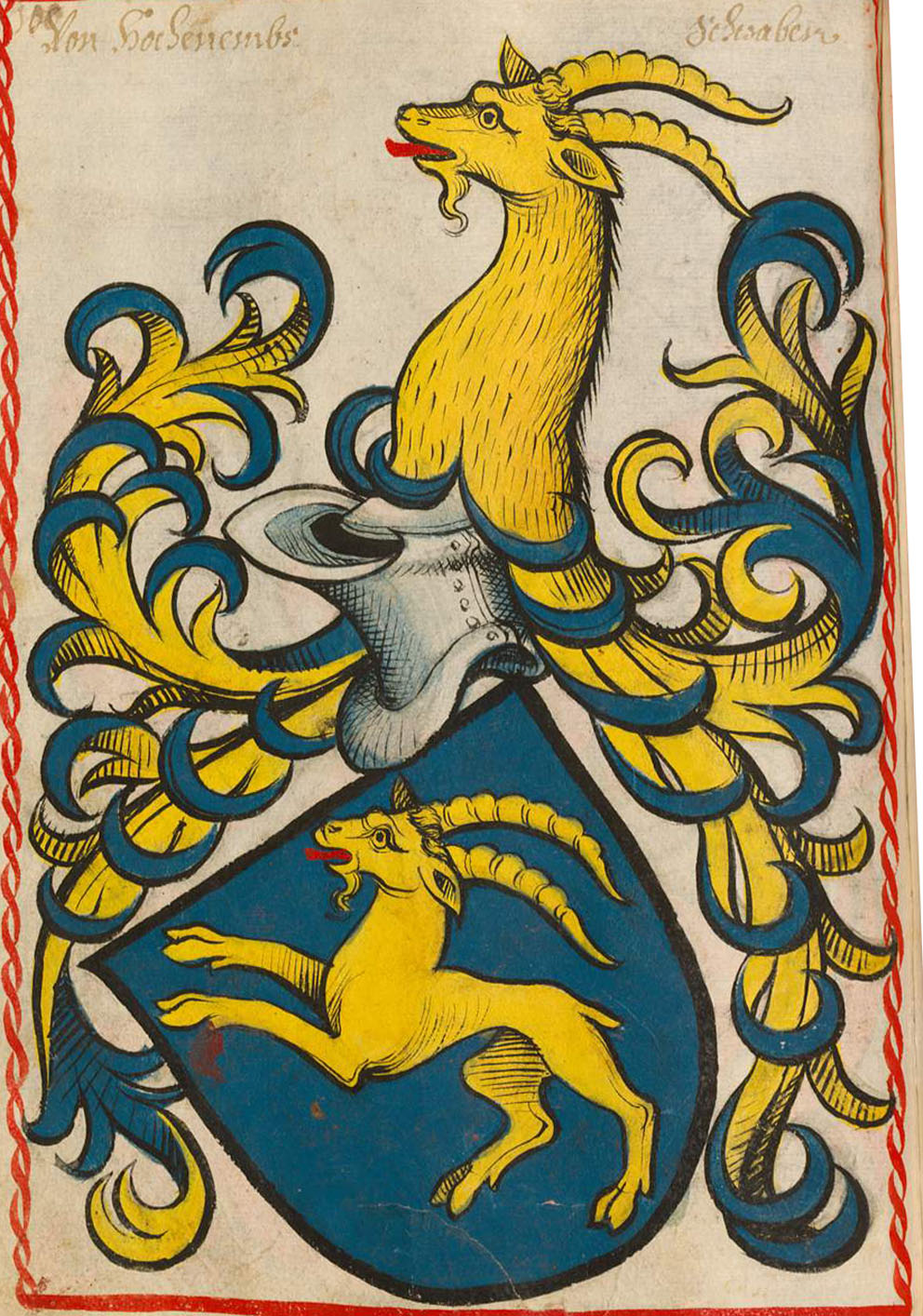
Wappen der Herren von Ems in Scheiblers Wappenbuch von 1450

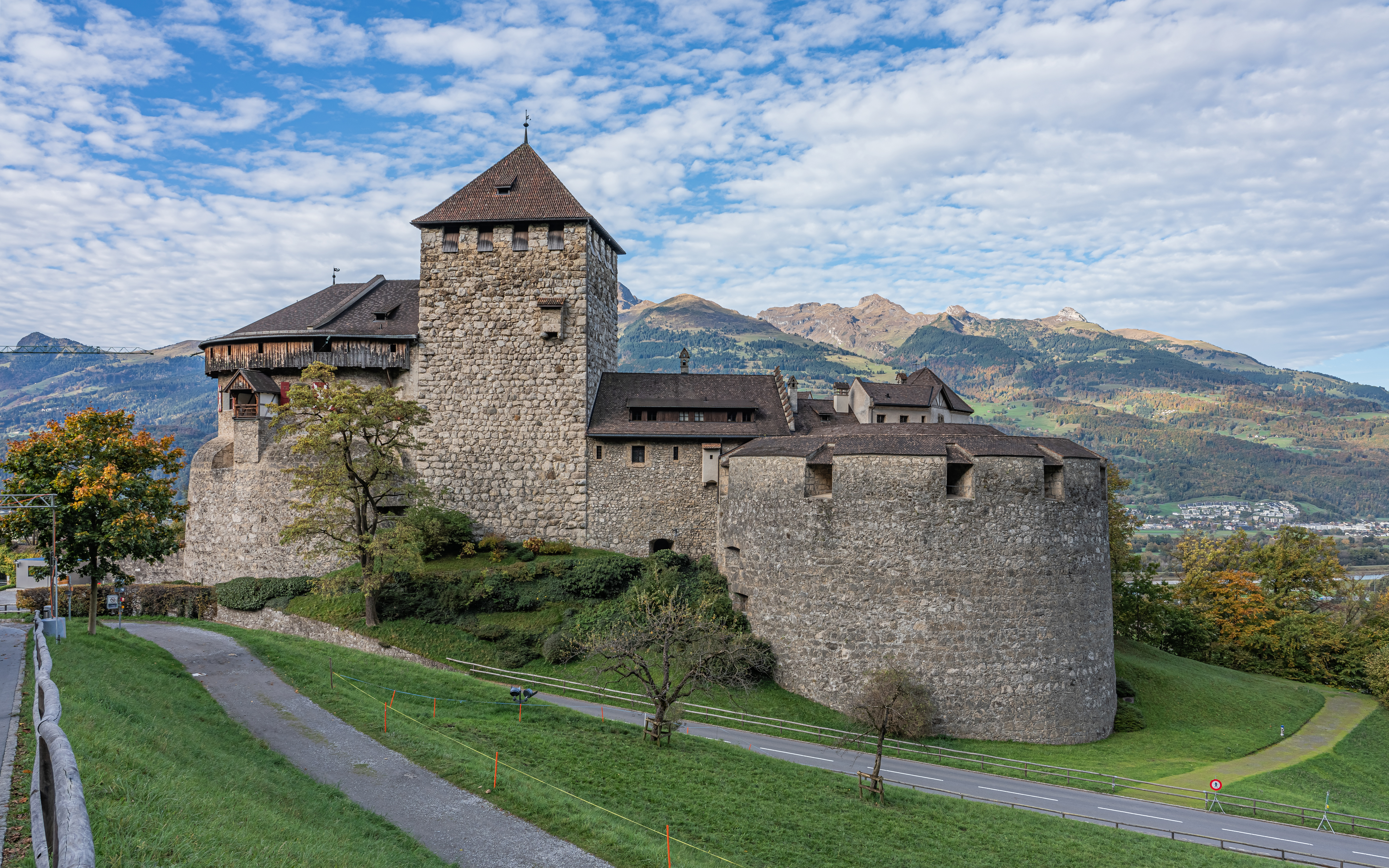
Ferdinand Karl von Hohenems liess das Schloss seiner Vorfahren verkommen. Er residierte lieber im «Gasthaus zur Krone» in Vaduz, wo er durch starken Wein- und Tabakgenuss auffiel und sein Vermögen verspielte

Ferdinand Karl von Hohenems (* 29. Dezember 1650; † 18. Februar 1686 in Kaufbeuren) war ein Graf aus dem Adelsgeschlecht Hohenems-Vaduz. Bekannt wurde er durch die extensiven Hexenprozesse, die er zwischen 1678 und 1680 im heutigen Fürstentum Liechtenstein durchführte. 1684 wurde er wegen dieser Prozesse von einer kaiserlichen Untersuchungskommission abgesetzt. Er starb als Gefangener auf Burg Kemnat bei Kaufbeuren.

## Leben
Ferdinand Karl von Hohenems war der älteste Sohn des Franz Wilhelm I. von Hohenems und Landgräfin Eleonora Katharina von Füstenberg. Er hatte vier Geschwister, darunter  Jakob Hannibal III. von Hohenems und  Franz Wilhelm II. von Hohenems. Nach dem Tod seines Vaters übernahm er als Zwölfjähriger die Regierungsgeschäfte der Grafschaften Vaduz und Schellenberg. Da er noch viel zu jung für diese Aufgabe war, bestellte man eine vormundschaftliche Regierung. Kaiser Leopold I. bestimmte seine Mutter und seinen Onkel Karl Friedrich für diese Aufgabe. Von 1656 bis 1667 besuchte der junge Graf mit einigen Unterbrechungen die Lateinschule der Jesuiten in Feldkirch. Am 12. November 1669 schrieb er sich zum Studium an der Universität Salzburg ein. Er galt als temperamentvoll, launisch und zu extensiver Gewalt neigend, auch gegen seine eigenen Geschwister. Nach dem Tod seines Onkels Karl Friedrich am 20. Oktober 1675 übernahm er selber die Regierungsgeschäfte. Seine Herrschaft war durch Verschwendung, Willkür und Gewalttätigkeiten geprägt. Er verprasste das Vermögen und das Erbe seiner Geschwister.
Ferdinand Karl von Hohenems lancierte verschiedene Hexenprozesse und bereicherte sich am Vermögen der Hingerichteten. 1681 wurde gegen ihn deswegen die Reichsexekution eingeleitet und der Kemptener Fürstabt Rupert mit ihrer Durchführung beauftragt. Es war sein eigener Bruder Jakob Hannibal III. von Hohenems, der ihn beim Kaiser anzeigte. Aber auch seine Untertanen waren beim Kaiser vorstellig geworden. Am 22. Juni 1684 wurde der Graf abgesetzt, nachdem er bereits 1683 die Hoheit über die Strafgerichtsbarkeit verloren hatte und verhaftet worden war. Auch wurde er verpflichtet, die illegal erworbenen Vermögen den Hinterbliebenen der Opfer zurückzugeben. Die letzten Jahre seines Lebens verbrachte er als Gefangener in Kaufbeuren.

## Folgen seiner Herrschaft
Nach seiner Absetzung wurde sein Bruder Jakob Hannibal III. von Hohenems Regent von Vaduz und Schellenberg. Da er die angehäuften Schulden seines Bruders nicht begleichen konnte, wurden die Grafschaften mehrmals unter Zwangsverwaltung gestellt. Nach langwährenden Verhandlungen mit den Hinterbliebenen der Opfer und anderen Gläubigern verkaufte er 1699 die Grafschaft Schellenberg an Johann Adam I. von Liechtenstein für 115.000 Gulden und 1712 auch die Grafschaft Vaduz für 290.000 Gulden. Durch diese Verkäufe entstand das heutige Fürstentum Liechtenstein.